# Ribeira dos Carinhos
Ribeira dos Carinhos era una freguesia portuguesa del municipio de Guarda, distrito de Guarda.

## Historia
Denominada un tiempo Ribeira dos Carrinhos, la freguesia tomaba su nombre del arroyo que atraviesa su territorio. Perteneció al extinto municipio de Jarmelo, pasando en 1852 al de Guarda, al que volvió definitivamente tras estar incluida en 1878 en el municipio de Pinhel. 
Fue suprimida el 28 de enero  de 2013, en aplicación de una resolución de la Asamblea de la República portuguesa promulgada el 16 de enero de 2013 al pasar a formar parte de la freguesia de Jarmelo São Miguel.